# Haras de Gravelotte
Le haras de Gravelotte est un haras privé comptant en permanence environ 80 chevaux, situé à Varennes-Jarcy dans l'Essonne. Il est connu pour avoir été pionnier dans la mise à disposition d'étalons reproducteurs d'origine étrangère au Selle français.
Partenaire du VDL stud aux Pays-Bas, il distribue des étalons reproducteurs aux éleveurs de chevaux de sport.

## Histoire
Ce haras est fondé dans la commune de Varennes-Jarcy par Claire Bresson en l'an 2000,. Elle s'installe avec son compagnon sur un terrain de 28 hectares, complète sa formation, et se retrouve seule à gérer le haras d'une quarantaine de chevaux. Elle y crée un centre d'insémination. Au fil du temps, ce sont en permanence environ 80 chevaux qui sont présents sur le site du haras. Le haras est pionnier dans la distribution d'étalons d'origine étrangère approuvés à se reproduire en Selle français.
Le 5 juillet 2022, le haras accueille le concours régional des poulinières Selle français suitées en Île-de-France. D'après sa fondatrice, le haras rencontre un beau succès au salon des étalons de 2023 à Saint-Lô.

## Partenariats et distribution d'étalons

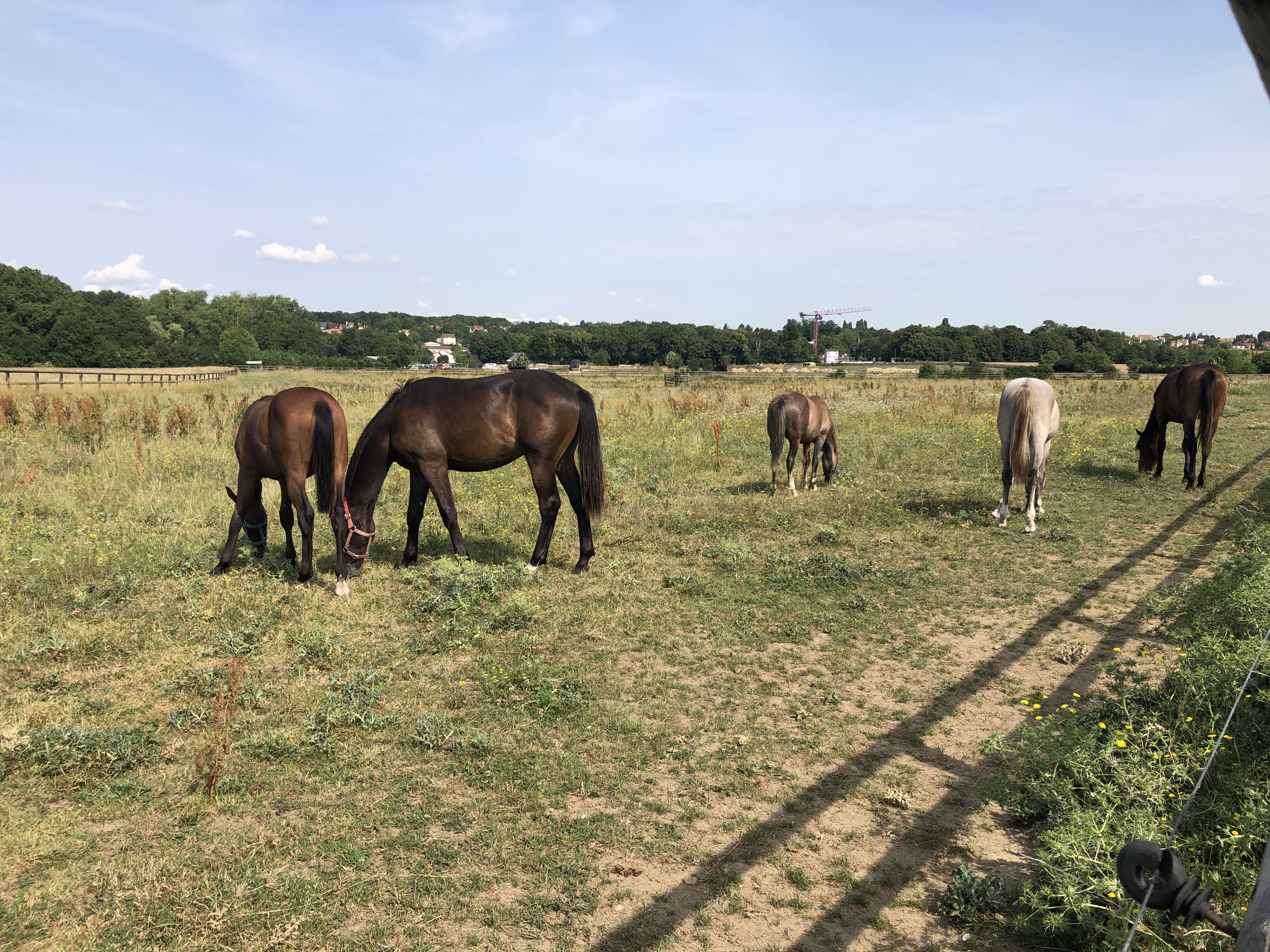
Poulains du haras de Gravelotte.

Le haras de Gravelotte est partenaire du VDL stud, situé aux Pays-Bas.
Le haras de Gravelotte distribue des étalons internationalement reconnus, tels que Cardento, Zirroco Blue VDL et Arezzo VDL. En 2016, le haras met l'étalon Diabeau à disposition des éleveurs.
Ce haras distribue notamment Diego de Blondel, étalon vainqueur du Grand Match de Saint-Lô lors du salon des étalons de mars 2023.